# 1993 w filmie
Wydarzenia filmowe w 1993 roku.

## Wydarzenia
- 31 marca – na planie Kruka zginął Brandon Lee.
- 28 maja – premiera pierwszego filmu, który powstał na podstawie gry komputerowej – Super Mario Bros.
- 17 czerwca – Park Jurajski Stevena Spielberga pobił rekord otwarcia, zarabiając w ciągu weekendu 50,2 miliona dolarów

## Premiery

### Filmy polskie
| Data            | Tytuł filmu                                                            | Kraj   | Reżyseria                | Obsada |
| --------------- | ---------------------------------------------------------------------- | ------ | ------------------------ | --- |
| 6 stycznia      | Wielka wsypa                                                           | Polska | Jan Łomnicki             | Jan Englert, Krzysztof Wakuliński, Marzena Trybała, Ewa Gawryluk, Mariusz Benoit                                                                           |
| 15 stycznia     | Kawalerskie życie na obczyźnie                                         | Polska | Andrzej Barański         | Marek Bukowski, Bożena Dykiel, Magdalena Wójcik, Artur Barciś, Jan Frycz                                                                                   |
| 21 stycznia     | Goodbye Rockefeller                                                    | Polska | Waldemar Szarek          | Piotr Fronczewski, Jolanta Fraszyńska, Dominik Łoś, Kamil Gewartowski                                                                                      |
| 21 stycznia     | Tak tak                                                                | /      | Jacek Gąsiorowski        | Zbigniew Zamachowski, Maria Gładkowska, Julie Japhet, Monika Bolly, Piotr Machalica                                                                        |
| 12 lutego       | 1968. Szczęśliwego Nowego Roku                                         | /      | Jacek Bromski            | Krzysztof Kolberger, Piotr Machalica, Jolanta Jackowska, Tomasz Kozłowicz, Władysław Kowalski                                                              |
| 15 lutego       | Pierścionek z orłem w koronie                                          | Polska | Andrzej Wajda            | Rafał Królikowski, Cezary Pazura, Piotr Bajor, Mirosław Baka, Jerzy Kamas, Agnieszka Wagner                                                                |
| 11 marca        | Przeklęta Ameryka                                                      | Polska | Krzysztof Tchórzewski    | Anna Mucha, Janusz Onufrowicz, Katarzyna Butowtt, Edward Żentara                                                                                           |
| 13 marca        | Smacznego, telewizorku                                                 | /      | Paweł Trzaska            | Gabriela Kownacka, Piotr Machalica, Marian Kociniak, Magda Pasternak, Mikołaj Radwan                                                                       |
| 19 marca        | Europejska noc                                                         | /      | Zbigniew Kamiński        | Maxwell Caulfield, Vivian Schilling, Julie Araskog, Joe Estevez, Stefanie Sergakis                                                                         |
| 26 marca        | Białe małżeństwo                                                       | Polska | Magdalena Łazarkiewicz   | Jolanta Fraszyńska, Agata Piotrowska, Teresa Budzisz-Krzyżanowska, Jan Englert                                                                             |
| 21 kwietnia     | Wszystko, co najważniejsze...                                          | Polska | Robert Gliński           | Ewa Skibińska, Krzysztof Globisz, Adam Siemion, Grażyna Barszczewska, Bogusław Linda                                                                       |
| 15 maja         | Kolejność uczuć                                                        | Polska | Radosław Piwowarski      | Daniel Olbrychski, Maria Seweryn, Wojciech Siemion, Konrad Kujawski, Ewa Kasprzyk                                                                          |
| 18 maja         | Kim był Joe Luis                                                       | /      | Juha Rosma               | Ilkka Heiskanen, Anna Majcher, Vesa-Matti Loiri, Artur Żmijewski, Pirkko Hamalainen                                                                        |
| 14 lipca        | Superwizja                                                             | Polska | Robert Gliński           | Jan Nowicki, Marzena Trybała, Joanna Żółkowska, Jerzy Bińczycki, Bronisław Pawlik                                                                          |
| 20 sierpnia     | Uprowadzenie Agaty                                                     | Polska | Marek Piwowski           | Karolina Rosińska, Sławomir Federowicz, Jerzy Stuhr, Marek Piwowski, Janusz Rewiński                                                                       |
| 27 sierpnia     | Człowiek z...                                                          | Polska | Konrad Szołajski         | Agata Kulesza, Sławomir Pacek, Ewa Gawryluk, Cezary Pazura, Kazimierz Kaczor                                                                               |
| 3 września      | Siwa legenda                                                           | /      | Bohdan Poręba            | Iwona Katarzyna Pawlak, Maria Probosz, Leon Niemczyk, Lembit Ulfsak, Iwar Kałnynsz                                                                         |
| 16 września     | Pajęczarki                                                             | Polska | Barbara Sass             | Adrianna Biedrzyńska, Maria Pakulnis, Jan Nowicki, Wojciech Malajkat                                                                                       |
| 20 września     | Balanga                                                                | Polska | Łukasz Wylężałek         | Jacek Pałucha, Paweł Fesołowicz, Jan Tesarz, Marcin Troński, Maciej Kozłowski                                                                              |
| 30 września     | Motyw cienia                                                           | /      | Joseph Kay John Yorick   | Joseph Kay, John Yorick, Agnieszka Wagner, Barbara Kosmal, Mike Sarne                                                                                      |
| 1 października  | Jemioła                                                                | Polska | Wanda Różycka- Zborowska | Halina Winiarska, Ewa Kasprzyk, Ireneusz Kaskiewicz, Andrzej Buszewicz                                                                                     |
| 1 października  | Trzy kolory. Niebieski                                                 | /      | Krzysztof Kieślowski     | Juliette Binoche, Benoit Regent, Florence Pernel, Charlotte Very, Hélène Vincent                                                                           |
| 14 października | Piękna nieznajoma                                                      | /      | Jerzy Hoffman            | Wojciech Malajkat, Grażyna Szapołowska, Beata Tyszkiewicz, Edward Żentara, Nikita Michałkow                                                                |
| 18 października | Kiedy rozum śpi                                                        | /      | Marcin Ziębiński         | Ute Lemper, Jonathan Zaccai, Phillippine Leroy-Beaulieu, André Wilms, Janusz Gajos                                                                         |
| 22 października | Lepiej być piękną i bogatą                                             | Polska | Filip Bajon              | Adrianna Biedrzyńska, Daniel Olbrychski, Marek Kondrat, Ryszard Pietruski, Aleksander Bielawski                                                            |
| 28 października | Szwadron                                                               | /      | Juliusz Machulski        | Radosław Pazura, Siergiej Szakurow, Janusz Gajos, Jan Machulski, Franciszek Pieczka                                                                        |
| 15 listopada    | Naprawdę krótki film o miłości, zabijaniu i jeszcze jednym przykazaniu | /      | Rafał Wieczyński         | Katarzyna Węglicka, Mariusz Czajka, Tomasz Sapryk, Zofia Merle                                                                                             |
| 19 listopada    | Przypadek Pekosińskiego                                                | Polska | Grzegorz Królikiewicz    | Bronisław Pekosiński, Maria Klejdysz, Anna Seniuk, Franciszek Trzeciak                                                                                     |
| 25 listopada    | Listopad                                                               | /      | Łukasz Karwowski         | Marine Delterme, Judith Henry, Aleksandr Kajdanowski, Bartłomiej Topa, Zbigniew Zapasiewicz                                                                |
| 6 grudnia       | Enak                                                                   | /      | Sławomir Idziak          | Irene Jacob, Edward Żentara, Joanna Szczepkowska, Piotr Machalica                                                                                          |
| 9 grudnia       | Dwa księżyce                                                           | Polska | Andrzej Barański         | Bożena Adamek, Artur Barciś, Henryk Bista, Jerzy Bończak, Stanisława Celińska Bożena Dykiel, Jan Frycz, Maria Gładkowska, Jerzy Kamas, Krzysztof Kolberger |

### Filmy zagraniczne
- 28 października

Giovanni Falcone, reż. Giuseppe Ferrara
- 29 listopada

Fortepian, reż. Jane Campion
- 12 grudnia/13 grudnia

Abraham, reż. Joseph Sargent
Domek z kart, reż. Michael Lessac

## Nagrody filmowe

### Oscary
- Najlepszy film – Lista Schindlera (Schindler’s List)
- Najlepszy aktor – Tom Hanks Filadelfia
- Najlepsza aktorka – Holly Hunter Fortepian
- Wszystkie kategorie: Oskary w roku 1993

### Festiwal w Cannes
- Złota Palma: ex æquo
  - Chen Kaige – Żegnaj, moja konkubino (Ba wang bie ji)
  - Jane Campion – Fortepian

### Festiwal w Berlinie
- Złoty Niedźwiedź:
  - Xie Fei – Kobiety znad Jeziora Pachnących Dusz
  - Ang Lee – Przyjęcie weselne (Xǐyàn)

### Festiwal w Wenecji
- Złoty Lew:
  - Krzysztof Kieślowski – Trzy kolory. Niebieski
  - Robert Altman – Na skróty

### XVIIIFestiwal Polskich Filmów Fabularnych
- Złote Lwy Gdańskie (ex aequo):
  - Kolejność uczuć – reż. Radosław Piwowarski
  - Przypadek Pekosińskiego – reż. Grzegorz Królikiewicz

### Złota, Srebrna i Brązowa Żaba (Camerimage)
I Międzynarodowy Festiwal Sztuki Autorów Zdjęć Filmowych Camerimage, 22–28 listopada, Toruń
- Złota Żaba: Stuart Dryburgh za zdjęcia do filmu Fortepian
- Srebrna Żaba: Gu Changwei za zdjęcia do filmu Żegnaj, moja konkubino
- Brązowa Żaba: nie przyznano

## Urodzili się
- Konrad Ketz
- 29 listopada – Mina El Hammani, hiszpańska aktorka i modelka

## Zmarli
- 6 stycznia – Tad Danielewski, amerykański reżyser filmowy (ur. 1921)
- 20 stycznia – Audrey Hepburn, amerykańska aktorka (ur. 1929)
- 5 lutego – Joseph L. Mankiewicz, reżyser amerykański; laureat Oscara (ur. 1909)
- 27 lutego – Lillian Gish, amerykańska aktorka (ur. 1893)
- 9 marca – Bob Crosby, amerykański piosenkarz i aktor (ur. 1913)
- 31 marca – Brandon Lee, amerykański aktor (ur. 1965)
- 12 czerwca – Antonina Gordon-Górecka, polska aktorka (ur. 1914)
- 19 lipca – Elmar Klos, czeski reżyser i scenarzysta (ur. 1910)
- 13 sierpnia – Andrzej Stockinger, polski aktor (ur. 1928)
- 12 września – Raymond Burr, amerykański aktor (ur. 1917)
- 29 września – Włodzimierz Skoczylas, polski aktor (ur. 1923)
- 31 października
  - Federico Fellini, włoski reżyser (ur. 1920)
  - River Phoenix, amerykański aktor (ur. 1970)
- 6 grudnia – Don Ameche, amerykański aktor (ur. 1908)
- 7 grudnia – Andrzej May, polski aktor (ur. 1934)
- 14 grudnia – Myrna Loy, amerykańska aktorka (ur. 1905)
- 23 grudnia – Barbara Rachwalska, polska aktorka (ur. 1922)